# Penedono
Penedono es una villa portuguesa del distrito de Viseu, Região Norte y comunidad intermunicipal de Duero, con cerca de 1100 habitantes.

## Geografía
Es sede de un municipio con 132,70 km² de área y 2738 habitantes (2021), subdividido en siete freguesias. Los municipios están limitados al norte y noroeste por São João da Pesqueira, al este por Vila Nova de Foz Côa y por Mêda, al sur por Trancoso y al oeste por Sernancelhe.

## Cultura
Se eleva a más de 900 metros de altitud el castillo denominado en la comarca como: Castelo de Penedono de forma pentagonal, y clasificado en Portugal como Monumento Nacional, se trata de uno de los castillos más bellos del país datado sobre el año 900. 
La vila de Penedono fue lugar de alojamiento de Álvaro Gonçalves Coutinho, el célebre personaje que eternizó Luís de Camões en su poema épico – "Os Lusíadas".

## Demografía
| Gráfica de evolución demográfica de Penedono entre 1864 y 2021 |
|                                                                |
| Datos según el nomenclátor publicado por el INE portugués.     |

## Freguesias
Las freguesias de Penedono son las siguientes:
- Antas e Ourozinho
- Beselga
- Castainço
- Penedono e Granja
- Penela da Beira
- Póvoa de Penela
- Souto

## Deporte
El Núcleo de Andebol de Penedono (NAP) es el club de referencia del municipio. Es un equipo de fútbol que desde el año 1998 realiza sus actividades, alzando victorias es diversos torneos: Campeão Regional de Viseu en 1999/00, 2003/04 y 2004/05; Vicecampeón en 1998/99, 2001/02 e 2002/03. Así como participaciones honrosas en finales de campeonatos nacionales: 5.º Clasificación en 2004/05 con el prémio del mejor Portero.

## Patrimonio
- Castelo de Penedono
- Dolmen da Capela de Nossa Senhora do Monte
- Pelourinho de Penedono
- Pelorinho do Souto